# EF-132
EF-132 — проект стратегического бомбардировщика, разрабатываемого в фирме «Юнкерс», а впоследствии — в ОКБ-1, состоящем из интернированных в СССР немецких специалистов. Уже в СССР при высокой степени готовности проекта от него было принято отказаться как от излишнего для послевоенной промышленности.

## История создания
В начале 1945 года в фирме «Юнкерс» по результатам создания реактивных бомбардировщиков, в частности, Ju 287, было начато эскизное проектирование стратегического бомбардировщика с шестью ТРД Jumo 012. К моменту занятия Дассау советскими войсками проект не вышел из эскизной стадии: был сформирован общий облик самолёта и прорабатывались его отдельные узлы, была завершена продувка масштабной модели в аэродинамической трубе. Было найдено несколько нестандартных решений: так, аэродинамические щитки в определенные моменты полёта выполняли роль разрезных закрылков. Шасси было спроектировано комбинированной схемы, четырёхточечное.
После капитуляции Германии все материалы по проекту достались Советскому Союзу и были вывезены в СССР. В начале 1946 года НКВД провело операцию по сбору и вербовке немецких авиационных инженеров, в результате которой значительную часть авиационных инженеров вывезли в подмосковное Подберезье, где предоставили комфортные условия для жизни и работы. Производственной базой для ещё безымянного ОКБ были участки авиационного завода № 256. В конце 1946 года немецкие специалисты были разделены на ОКБ-1 и ОКБ-2. ОКБ-1, состоявшее из сотрудников фирмы «Юнкерс», возглавил доктор Брунольф Бааде, специалист по стреловидности крыла, ранее работавший в КБ фирмы Юнкерс, полем деятельности данного бюро были тяжёлые самолёты. Именно ОКБ-1 и проводило дальнейшие работы по EF-132.
Разработка EF-132 была возобновлена постановлением Совета Министров № 874-266 в апреле 1946 года аналогично другому немецкому проекту, EF-131. За 1946 год была выполнена проверка немецких расчетов, подтвердившая высокие расчетные характеристики самолёта, в ЦАГИ была заново проведена продувка модели, началась детальная проработка узлов машины. Согласно расчётам, максимальная скорость первого варианта должна была достигать 950 км/ч, дальность при бомбовой нагрузке 4000 кг — 2250 км. После переезда в Подберезье была произведена перепроектировка проекта под шесть советских турбореактивных двигателя АМ-ТКРД-01 Микулина, в результате расчетные характеристики самолёта улучшились. Тогда же в проекте произошла замена четырёх оборонительных 15-мм пулемётов на шесть 20-мм пушек.
Проектом было предусмотрено размещение транспондеров «Барий-М» и «Магний». Бомбардировщик должен был использовать первую в СССР серийную КГС СП-50 «Материк». Самолёт оценивался благосклонно советским руководством, в 1947 году началась постройка полномасштабного макета, однако стало ясно, что к лету 1948 года самолёт не взлетит в воздух. В результате проект был закрыт как излишний, ОКБ-1 сконцентрировала усилия на доводке самолётов более лёгкого класса.

## Конструкция
Высокоплан нормальной аэродинамической схемы, крыло — прямой стреловидности (угол — 35 градусов по передней кромке). Кабина яйцевидной формы, с поддержанием избыточного давления. Двигатели располагались в мотогондолах, воздухозаборники — щелевого типа.

## Вооружение
Самолёт имел обширный бомбоотсек длиной 12 метров, позволявший загружать до 18 тонн различных бомб. Пушечное вооружение состояло из шести 20-мм пушек, сгрупированных попарно в хвостовой, верхней и нижней турелях. Боезапас на турель составлял 500 снарядов.

## Расчётные характеристики
Указаны данные для итогового проекта с шестью АМ-ТКРД-01.
Источник данных: 

Технические характеристики
- Экипаж: 7 человек
- Длина: 38,48 м
- Высота: 8,65 м
- Площадь крыла: ?
- Масса пустого: 46,050
- Нормальная взлётная масса: 90000 кг
- Масса топлива во внутренних баках: 39200 кг
- Силовая установка: 6 ×  АМ-ТКРД-01
- Тяга: 6 × 3300

Лётные характеристики
- Максимальная скорость:  
  - у земли: 950 км/ч
  - на высоте 9300 м: неизвестно
- Боевой радиус: 4000 с бомбовой нагрузкой 1000 кг
- Практический потолок: 13 300 м
- Время набора высоты:

Вооружение
- Стрелково-пушечное: 6х20 мм
- Точки подвески: бомбовый отсек
- Боевая нагрузка: до 18000 кг
- Бомбы: до 18 000 кг